# Llac Fundeni
El llac Fundeni és un llac artificial del riu Colentina ubicat al sector 2 de Bucarest. Té una superfície de 35 ha (86 acres), longitud de 2,1 km, amplada de 200 a 800 m, profunditat d’1 a 5 metres i volum de 800.000 m3.